# AFS top 100
De Association of Football Statisticians (AFS) top 100 is een lijst met de volgens hen 100 beste voetballers aller tijden. De lijst is louter op basis van statistische gegevens berekend. Men keek onder andere naar de gewonnen prijzen, de competitiesterkte waarin de speler voetbalde, aanvoerderschap en positiespecifieke statistieken, zoals het aantal goals bij een aanvaller en het aantal ‘clean sheets’ bij een keeper. Doordat de lijst volgens objectieve standaarden is samengesteld, claimde de Association of Football Statisticians dat deze top 100 nauwkeuriger was dan andere soortgelijke lijsten. Desondanks werd de top 100, die in november 2007 werd gepubliceerd, met veel kritiek ontvangen.
| Rang | Land       | Speler                |  |
| ---- | ---------- | --------------------- |  |
| 1    | Brazilië   | Pelé                  |  |
| 2    | Brazilië   | Ronaldo               |  |
| 3    | Brazilië   | Romário               |  |
| 4    | Portugal   | Luís Figo             |  |
| 5    | Frankrijk  | Zinédine Zidane       |  |
| 6    | Argentinië | Diego Maradona        |  |
| 7    | Duitsland  | Lothar Matthäus       |  |
| 8    | Duitsland  | Gerd Müller           |  |
| 9    | Duitsland  | Franz Beckenbauer     |  |
| 10   | Brazilië   | Cafú                  |  |
| 11   | Brazilië   | Roberto Carlos        |  |
| 12   | Nederland  | Marco van Basten      |  |
| 13   | Frankrijk  | Michel Platini        |  |
| 14   | Brazilië   | Rivaldo               |  |
| 15   | Italië     | Paolo Maldini         |  |
| 16   | Brazilië   | Zico                  |  |
| 17   | Spanje     | Raúl                  |  |
| 18   | Nederland  | Ruud Gullit           |  |
| 19   | Portugal   | Eusébio               |  |
| 20   | Hongarije  | Ferenc Puskás         |  |
| 21   | Nederland  | Johan Cruijff         |  |
| 22   | Argentinië | Alfredo Di Stéfano    |  |
| 23   | Engeland   | Bobby Charlton        |  |
| 24   | Duitsland  | Jürgen Klinsmann      |  |
| 25   | Schotland  | Kenny Dalglish        |  |
| 26   | Iran       | Ali Daei              |  |
| 27   | Duitsland  | Karl-Heinz Rummenigge |  |
| 28   | Argentinië | Gabriel Batistuta     |  |
| 29   | Denemarken | Michael Laudrup       |  |
| 30   | Bulgarije  | Christo Stoitsjkov    |  |
| 31   | Nederland  | Dennis Bergkamp       |  |
| 32   | Nederland  | Frank Rijkaard        |  |
| 33   | Frankrijk  | Thierry Henry         |  |
| 34   | Tsjechië   | Pavel Nedvěd          |  |
| 35   | Roemenië   | Gheorghe Hagi         |  |
| 36   | Denemarken | Peter Schmeichel      |  |
| 37   | Oekraïne   | Andrij Sjevtsjenko    |  |
| 38   | Duitsland  | Sepp Maier            |  |
| 39   | Frankrijk  | Didier Deschamps      |  |
| 40   | Frankrijk  | Lilian Thuram         |  |
| 41   | Uruguay    | Enzo Francescoli      |  |
| 42   | Turkije    | Hakan Şükür           |  |
| 43   | Italië     | Paolo Rossi           |  |
| 44   | Engeland   | David Beckham         |  |
| 45   | Frankrijk  | Jean-Pierre Papin     |  |
| 46   | Engeland   | Kevin Keegan          |  |
| 47   | Frankrijk  | Marcel Desailly       |  |
| 48   | Duitsland  | Oliver Kahn           |  |
| 49   | Italië     | Alessandro Costacurta |  |
| 50   | Nederland  | Clarence Seedorf      |  |
| 51   | Italië     | Dino Zoff             |  |
| 52   | Nederland  | Patrick Kluivert      |  |
| 53   | Finland    | Jari Litmanen         |  |
| 54   | Argentinië | Daniel Passarella     |  |
| 55   | Frankrijk  | Bixente Lizarazu      |  |
| 56   | Engeland   | Gary Lineker          |  |
| 57   | Brazilië   | Ronaldinho            |  |
| 58   | Frankrijk  | Sylvain Wiltord       |  |
| 59   | Brazilië   | Bebeto                |  |
| 60   | Italië     | Alessandro Del Piero  |  |
| 61   | Kroatië    | Davor Šuker           |  |
| 62   | Wales      | Ryan Giggs            |  |
| 63   | Frankrijk  | David Trezeguet       |  |
| 64   | Italië     | Demetrio Albertini    |  |
| 65   | Frankrijk  | Patrick Vieira        |  |
| 66   | Duitsland  | Jürgen Kohler         |  |
| 67   | Frankrijk  | Laurent Blanc         |  |
| 68   | Engeland   | Michael Owen          |  |
| 69   | Frankrijk  | Youri Djorkaeff       |  |
| 70   | Nederland  | Frank de Boer         |  |
| 71   | Spanje     | Emilio Butragueño     |  |
| 72   | Mexico     | Hugo Sánchez          |  |
| 73   | Duitsland  | Rudi Völler           |  |
| 74   | Brazilië   | Djalma Santos         |  |
| 75   | Italië     | Giacinto Facchetti    |  |
| 76   | Nigeria    | Nwankwo Kanu          |  |
| 77   | Italië     | Franco Baresi         |  |
| 78   | Italië     | Gianni Rivera         |  |
| 79   | Italië     | Roberto Baggio        |  |
| 80   | Argentinië | Oscar Ruggeri         |  |
| 81   | Roemenië   | Gheorghe Popescu      |  |
| 82   | Denemarken | Jon Dahl Tomasson     |  |
| 83   | Frankrijk  | Raymond Kopa          |  |
| 84   | Colombia   | Carlos Valderrama     |  |
| 85   | Portugal   | Rui Costa             |  |
| 86   | Engeland   | Gary Neville          |  |
| 87   | Nederland  | Edgar Davids          |  |
| 88   | Brazilië   | Cláudio Taffarel      |  |
| 89   | Engeland   | Paul Scholes          |  |
| 90   | Argentinië | Diego Simeone         |  |
| 91   | Engeland   | Bryan Robson          |  |
| 92   | Ierland    | Roy Keane             |  |
| 93   | Denemarken | Brian Laudrup         |  |
| 94   | Zweden     | Henrik Larsson        |  |
| 95   | Frankrijk  | Fabien Barthez        |  |
| 96   | Duitsland  | Michael Ballack       |  |
| 97   | Tsjechië   | Jan Koller            |  |
| 98   | Nederland  | Edwin van der Sar     |  |
| 99   | Frankrijk  | Robert Pirès          |  |
| 100  | Nederland  | Johan Neeskens        |  |